# Креон
Креон (фр. Créon) насеље је и општина у југозападној Француској у региону Аквитанија, у департману Жиронда која припада префектури Бордо.
По подацима из 2011. године у општини је живело 4263 становника, а густина насељености је износила 531,55 становника/km². Општина се простире на површини од 8,02 km². Налази се на средњој надморској висини од 100 метара (максималној 109 m, а минималној 51 m).

## Демографија
| 1962. | 1968. | 1975. | 1982. | 1990. | 1999. | 2011. |
| ----- | ----- | ----- | ----- | ----- | ----- | ----- |
| 1.286 | 1.560 | 1.842 | 2.205 | 2.508 | 3.676 | 4.263 |

График промене броја становника у току последњих година